# 博爾代什蒂-格勒迪什泰亞鄉
44°52′N 26°33′E / 44.867°N 26.550°E
博爾代什蒂-格勒迪什泰亞鄉（羅馬尼亞語：Comuna Boldești-Gradiștea, Prahova），是羅馬尼亞的鄉份，位於該國中南部，由普拉霍瓦縣負責管轄，面積32平方公里，海拔高度63米，2007年人口1,980，人口密度每平方公里61人。